# René Iché
René Iché (Sallèles-d'Aude, 21 de janeiro de 1897 - Paris, 23 de dezembro de 1954) foi um artista francês que se distingiu pelas suas esculturas e pinturas surrealistas.

## Vida e obra
René Iché lutou na Primeira Guerra Mundial, onde foi ferido e intoxicado. Depois da guerra, formou-se em lei, ele mudou sua vida e estudou escultura com Antoine Bourdelle e arquitetura com Auguste Perret. 
Em 1927, seu monumento pacífica de Ouveillan (um monumental pórtico moderno no sul da França) foi muito apreciado. 
Durante sua primeira exposição individual, no negociante de arte Léopold Zborowski em 1931, duas esculturas foram adquiridas pelo Musée National d'Art Moderne em Paris (agora no Centro Pompidou) eo Museu Boijmans Van Beuningen em Roterdão.

Iché era muito amigo de Max Jacob, perto de Guillaume Apollinaire, Pablo Picasso, Ossip Zadkine. Esculpiu os rostos de André Breton, Paul Éluard e Federico García Lorca.
Em seu estúdio de Montparnasse, em 1937, executou uma Guernica em escultura no dia (27 de abril de 1937), na data do anúncio deste evento na estação de rádio.
Ele estava entre um dos 200 pioneiros da Resistência Francesa durante o verão de 1940 e participou das exposições da arte degenerada. Ele esculpiu assim a Déchirée, que foi levado para Londres e dado a Général de Gaulle, tornou-se um dos símbolos da resistência francesa.
Participou da Bienal de Veneza em 1948 com Le Couple (ahora em o Musée d'Art Moderne de la Ville de Paris) e recebeu o Grand Prix de Sculpture francès em 1953 por Melpomene 36.
Iché foi escolhido para esculpir o Monumento a Guillaume Apollinaire em Paris e o Memorial um Auschwitz' em Polónia, mas ambos os projetos foram interrompidos por sua morte precoce.
Iché trabalhou perto de Surrealismo e, como os escultores Alberto Giacometti e Germaine Richier, herdou uma estética nascida da oficina de Antoine Bourdelle.